# كولم فولي
كولم فولي (بالإنجليزية: Colm Foley)‏ هو لاعب كرة قدم أيرلندي، ولد في 30 مايو 1979 في دبلن في جمهورية أيرلندا. لعب مع باتريك أتلتيك ودرودا يونايتد.